# Stenogomphurus rogersi
Stenogomphurus rogersi is een echte libel uit de familie van de rombouten (Gomphidae).
De wetenschappelijke naam van de soort werd in 1936 als Gomphus rogersi' gepubliceerd door L.K. Gloyd.